# Phyllogloea crassa
Phyllogloea crassa är en svampart som beskrevs av Lowy 1977. Phyllogloea crassa ingår i släktet Phyllogloea och familjen Phragmoxenidiaceae.   Inga underarter finns listade i Catalogue of Life.